# جيمي سكوت (مغني)
جيمي سكوت (بالإنجليزية: Jimmy Scott)‏ هو مغني أمريكي، ولد في 17 يوليو 1925 في كليفلاند في الولايات المتحدة، وتوفي في 12 يونيو 2014 في لاس فيغاس في الولايات المتحدة بسبب توقف القلب.

## وصلات خارجية
- الموقع الرسمي
- جيمي سكوت على موقع IMDb (الإنجليزية)
- جيمي سكوت على موقع ميوزك برينز (الإنجليزية)
- جيمي سكوت على موقع إن إن دي بي (الإنجليزية)
- جيمي سكوت على موقع أول ميوزيك (الإنجليزية)
- جيمي سكوت على موقع ديسكوغز (الإنجليزية)
- جيمي سكوت على موقع قاعدة بيانات الفيلم (الإنجليزية)